# Михайлина Павло Васильович
Павло Васильович Михайлина (нар.25 січня 1923, Винятинці — пом.11 березня 2012) — історик, дослідник соціально-економічної та суспільно-політичної історії України 16—17 століть; доктор історичних наук (з 1981 року), професор (з 1988 року), почесний доктор Чернівецького національного університету імені Юрія Федьковича (з грудня 2002 року).

## Біографія
Народився 25 січня 1923 року у селі Винятинцях Заліщицького повіту Тарнопольського воєводства Польщі (нині Заліщицького району Тернопільської області України) у селянській родині. Після закінчення місцевої семирічної народної школи, поступив у Заліщицьку гімназію. У 1939–1941 роках навчався у Заліщицькій середній школі.
У роки німецько-радянської війни був телефоністом і радистом, згодом старшиною роти автоматників. Воював на території Польщі та Німеччини, за військові заслуги був нагороджений  орденом Вітчизняної війни II ступеня, медалями «За відвагу», «За визволення Варшави», «За взяття Берліна», «За перемогу над Німеччиною» у Великій Вітчизняній війні 1941–1945 рр. та багатьма іншими.
Наприкінці 1945 року поступив на історичний факультет Чернівецького вчительського інституту, а після його закінчення у 1947 році продовжив навчання на історичному факультеті Чернівецького університету. У 1951–1954 роках навчався в аспірантурі при кафедрі історії СРСР і УРСР Чернівецького університету. Протягом 1954–1960 років був співробітником відділу пропаганди і агітації Чернівецького обкому КПУ. У 1958 році, під керівництвом професора Володимира Олексійовича Голобуцького, захистив кандидатську дисертацію на тему: «Міста України у Визвольній війні 1648–1654 рр.».
З 1960 року — викладач, з 1963 року — доцент кафедри історії СРСР і УРСР Чернівецького університету. У 1969–1978 роках — завідувач Чернівецьким відділом Інституту історії АН УРСР. У 1978–1988 роках працював завідувачем Чернівецького відділу Інституту соціальних і економічних проблем зарубіжних країн АН УРСР. У 1981 році захистив докторську дисертацію на тему: «Становлення міського населення України та його участь у визвольній боротьбі українського народу (від Люблінської унії 1569 р. до Визвольної війни 1648–1654 рр.)». З 1988 року — професор Чернівецького університету, з квітня 1990 року — завідувач новоствореної кафедри історії України.
Помер 11 березня 2012 року.

## Праці
- Висвітлення історії Північної Буковини XV–XVI ст. на сторінках слов'яно-молдавських літописів. «Архіви України», 1969, № 4;
- З історії соціально-економічного життя українських міст (кінець XVI — перша половина XVII ст.). «УІЖ», 1969, № 11;
- Участь міського населення України у визвольній боротьбі українського народу проти польсько-шляхетського поневолення, за возз'єднання з Росією (кінець XVI ст.). Чернівці, 1969;
- Визвольна боротьба трудового населення міст України (1569–1654 рр.). К., 1975;
- Міста України в період феодалізму. К., 1975;
- Герой України — Северин Наливайко. «Буковинський журнал», 1977, ч. 1;
- До питання про національний склад міського населення України. В кн.: Питання історії України: Збірник наукових статей, т. 4. Чернівці, 2000.

Автор численних статей в «Історії міст і сіл Української РСР: Чернівецька область», багатотомних виданнях: «Радянська енциклопедія історії України» (1971, 1972), «Історія Української РСР» (1977—1979),  дослідження «Нариси з історії Північної Буковини» (1980) та інше.